# Jinwi (métro de Séoul)
Jinwi (hangeul : 진위 ; hanja : 振威) est une station de passage de la ligne 1 du métro de Séoul. Elle est située au 1855 Gyeonggi-daero, dans le canton Jinwi-myeon de la ville Pyeongtaek-si, dans la province Gyeonggi-do, au sud-ouest de la ville de Séoul en Corée du Sud.
Ouverte en 2006, la station est desservie par les rames d'un service omnibus de la ligne 1.

## Situation sur le réseau

Plan du réseau (2023)

Établie en surface, la station Sema est une station de passage de la ligne 1 (branche Guro-Sinchang) du métro de Séoul, elle est située : entre la station Osan, en direction du terminus nord-est Yeoncheon, et la station Songtan, en direction du terminus sud-ouest Sinchang.

## Histoire
La station de métro Jinwi est mise en service le 30 juin 2006 sur la ligne 1 du métro de Séoul,.

## Services aux voyageurs

### Accès et accueil
La station est établie au 1855 Gyeonggi-daero, dans le canton Jinwi-myeon. Elle dispose de deux bouches, numérotées 1 et 2, de part et d'autre de la station. La bouche n°1 est située à l'est de la station sur la Gyeonggi-daero et la bouche n°2 est située à l'est sur la Habuk 3-gil.

### Desserte
Byeongjeom : est desservie par les rames de service omnibus de la ligne 1.

### Intermodalité
Des arrêts de bus sont situés à proximité de la bouche n°1.